# دو-سور

دو-سور (تلفظ فرانسوی: [dø sɛvʁ]) از شهرستان‌های کشور فرانسه است. شهرستان دو-سور در مرکز غربی این کشور قرار دارد. این شهرستان زیرمجموعه ناحیه پواتو-شرانت می‌باشد. مساحت این شهرستان ۵٬۹۹۹ کیلومتر مربع و جمعیت آن ۳۶۲٬۹۴۴ نفر است. این شهرستان در خلال انقلاب فرانسه بر پا گردید.